# Igreja de Santa Maria Madalena (Melchbourne)

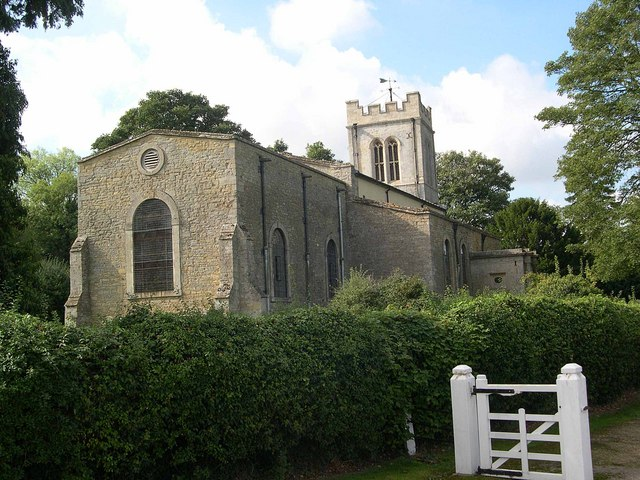
Igreja de Melchbourne

A Igreja de Santa Maria Madalena é uma igreja listada como Grau I em Melchbourne, Bedfordshire, Inglaterra. Tornou-se um edifício listado no dia 13 de julho de 1964.